# Incubus (band)
 Denne artikel omhandler bandet Incubus. Opslagsordet har også en anden betydning, se Incubus.
Incubus er et amerikansk rockband dannet i 1991 af Alex Katunich (Dirk Lance), Mike Einziger og Jose Pasillas. Brandon Boyd blev inviteret med som forsanger og blev siden fast medlem.
Det var Mike Einziger, der fandt navnet i en ordbog, navnet blev til deres bandnavn.

## Historik
Incubus udgav i 1995 debuten Fungus Amungus, hos det lokale pladeselskab Red Eye. Herefter fik bandet kontrakt med Epic/immortal, hvor det udgav ep'en Enjoy Incubus. På denne havde de fået selskab af DJ Lyfe. EP'en rummede en række af numrene fra debutalbummet, med DJ Lyfes scratches lagt indover. I 1997 kom albummet S.C.I.E.N.C.E som ikke blev nogen kæmpe succes, men tiltrak sig forholdsvis meget opmærksomhed.[kilde mangler] Med albummet Make Yourself fra 1999 fik bandet både kommercielt succes hvilket singlerne Drive og Pardon Me var medvirkende til. Albummet havde dog stadig brug at scratches og brug af afrikansk percussion med.

## Bandmedlemmer
- José Antonio Pasillas II (trommer)
- Brandon Boyd (vokal, percussion)
- DJ Lyfe (forlod bandet i 1997, erstattet af Dj.Kilmore)
- Mike Einziger (guitar)
- Dirk Lance (forlod bandet i 2003, erstattet af Ben Kenney, eks. The Roots),(bas)

## Diskografi
| År   | Titel                        |
| ---- | ---------------------------- |
| 1995 | Fungus Amongus               |
| 1997 | S.C.I.E.N.C.E.               |
| 1999 | Make Yourself                |
| 2001 | Morning View                 |
| 2004 | A Crow Left of the Murder... |
| 2006 | Light Grenades               |
| 2011 | If Not Now, When?            |
| 2017 | 8                            |